# Xanthorhoe chlorocapna
Xanthorhoe chlorocapna là một loài bướm đêm trong họ Geometridae.